# Hoffmann Mihály (pap, 1658–1721)
Hoffmann Mihály (Bécs, 1658. szeptember 28. – Linz, 1721. február 10.) Jézus-társasági áldozópap és tanár.

## Élete
1673. október 7-én lépett be a jezsuita rendbe. Tanította a humaniorákat, bölcseletet és természettant Nagyszombatban (1695., 1697.) azután Linzben volt felsőbb tanulmányi igazgató és teológiai tanár.

## Munkái
- Pentas elegiarum. Tyrnaviae, 1695. Promotore.... (Resp. P. G. Patachich.)
- Exercitationes Oratoriae... Tyrnaviae, 1696. (De Backer szerint szerzője Pécsi György jezsuita.)
- Seneca Christianus Id est Flores Christiani Ex. Annaei Senecae Epistolis collecti... Tyrnaviae, 1696.
- Oratio Albrechti ab Albrechtsburg... Praes... Viennae, 1711.